# Jubula himalayensis
Jubula himalayensis là một loài Rêu trong họ Jubulaceae. Loài này được S.C. Srivast. & D. Sharma mô tả khoa học đầu tiên năm 1990.